# とっとこハム太郎
『とっとこハム太郎』（とっとこハムたろう）は、河井リツ子による漫画・絵本作品。および、それを原作としたアニメ作品。
原作については、かつては小学館の各誌に連載されていた。現在はそれらを復刻した書籍などが発売されている。

## 概要
ハムスターのハム太郎（ハムたろう）とその周辺の人々およびハムスターのお話（なお、原作の漫画・絵本ではハム太郎は1匹ではなく、複数のハムスターの名前であり、それぞれ飼い主も違う。#キャラクターとしてのハム太郎を参照）。
1997年に『小学二年生』編集長（当時）の黒川和彦が子供に人気のハムスターを主人公とした作品を連載することを思いつき、作者として実際にハムスターを飼っている河井リツ子が抜擢された。同年4月号の『小学二年生』で連載が開始。アニメ化以前のタイトルは「とってもハム太郎」だった。
人気の高さから、翌年以降も連載されることとなった。1999年にはさらに人気を高めるため、小学館社内に「とっとこ委員会」を設置、メディアミックスによって大々的に本作を売り出すことになった。アニメの放送より早く、同年夏に放映された「小学一年生」のテレビコマーシャルにハム太郎が登場している。
2000年7月7日にテレビ東京系列でアニメの放送が始まると、平日（金曜日）6時台のアニメ番組としては異例の10%もの視聴率を記録、その人気は小学校就学前の幼児にまで広がった。そして、翌2001年には『ドラえもん』や『ポケットモンスター』と肩を並べる人気キャラクターにまで成長した。
しかし、アニメ枠の移動と後番のバラエティ番組『ロンブーの怪傑!トリックスター』の開始に際して、2006年3月31日をもって金曜夜での放送は終了した。地方局での遅れネットも順次終了（ほとんどの局で後継番組として『きらりん☆レボリューション』へ交代となった）。
その後、新シリーズ『とっとこハム太郎は〜い!』を経て、『のりスタは〜い!』内の1コーナーに移動、縮小放送のあと2008年3月26日をもって終了。
2011年4月からアニメセレクション＋バラエティパートなどを組み合わせた『とっとこハム太郎 でちゅ』を放送。2012年4月に『とっとこハム太郎』（2012年版）に改題・一部リニューアルの上、2013年3月まで放送された（なおミニコーナー化の時には一部の独立局でも放送されていた）。
2010年代中期以降はTwitterアカウントで、「ハム太郎」が適宜いろいろな事をツイートするという形で継続されていたが、2017年の20周年直後（8月8日）以降それも途絶えていた。しかし、約11ヶ月後の2018年7月、原作に近しいイメージのアイコンにリニューアルするなどしてアカウント書き込みが復活。程無くして同年8月1日には小学館の公式サイトもフルリニューアルした。その後はツイートに加え、原作書籍の復刻や新作グッズの販売などを中心に展開している。

## キャラクターとしてのハム太郎
漫画・絵本ではハム太郎は1匹ではなく、複数のハムスターの名前である。
1. 「ゆかりちゃん」に飼われているハム太郎。別名、元祖ハム太郎。小学館ワンダーランドブックス・ぴっかぴかコミックス『とっとこハム太郎』『とっとこハム太郎 その2でちゅ』の主人公。「小太郎」（雄）と「花子」（雌）の間に生まれた8匹のハムスターの中の1匹。
2. 1.のハム太郎と、「もも」（雌）との間に生まれたハム太郎。ひまわりの花を探しに冒険の旅に出た。
3. 1.および2.のハム太郎の子孫で、西暦2086年に生息するハム太郎。小学館ワンダーランドブックス『とっとこハム太郎 大ぼうけんでちゅ』の主人公。
4. 1.の子供の「ハム助」（雄）と「だんご」（雌）の間に生まれたハム太郎。あっくん（楠本あつし）のおじいさんが経営するペットショップにて12匹の「ハムちゃんず」と暮らす。小学館ワンダーランドブックス『とっとこハム太郎 ハムちゃんずでございまちゅ』（1 - 3）、ぴっかぴかコミックス『とっとこハム太郎 ハムちゃんず』（1 - 3）の主人公。アニメ版『とっとこハム太郎』のハム太郎の元になっている。
5. 1.の子供の「ハム吉」（雄）と「ハム菜」（雌）の間に生まれたハム太郎。1匹だけ迷子になり、「あいちゃん（安藤あい）」に助けられた。小学館ワンダーランドブックス『とっとこハム太郎 あいしてるでちゅ』の主人公。
6. 1.の子供の「さくら」（雌）と「菊正宗」（雄）の間に生まれたハム太郎。「あんなちゃん」の家で生まれた。絵本『ハム太郎のとっとこえほんでちゅ』（1 - 2）の主人公。
7. 森の中で暮らすハム太郎。1. - 6.との血縁関係はない。12匹のハムスターの子供をもつ父親である。単行本未収録作品の主人公。

- アニメ版の『とっとこハム太郎』のハム太郎については、とっとこハム太郎の登場人物を参照。

## ゲームソフト
アニメ版の世界を元にしている。

### 通常のゲームソフト

#### 任天堂より発売
- とっとこハム太郎 〜ともだち大作戦でちゅ〜（ゲームボーイカラー）

2000年9月8日に3,800円で発売。ジャンルは占いゲーム。
- とっとこハム太郎2 〜ハムちゃんず大集合でちゅ〜（ゲームボーイカラー）

2001年4月21日に3,800円で発売。ジャンルはアドベンチャーゲーム。
- とっとこハム太郎3 〜ラブラブ大冒険でちゅ〜（ゲームボーイアドバンス）

2002年5月31日に4,800円で発売。ジャンルはアクションアドベンチャー。
- とっとこハム太郎4 〜にじいろ大行進でちゅ〜（ゲームボーイアドバンス）

2003年5月23日に4,800円で発売。ジャンルはアクションアドベンチャー。
- とっとこハム太郎 〜ハムハムスポーツ〜（ゲームボーイアドバンス）

2004年7月15日に4,571円で発売。ジャンルはスポーツゲーム。
- とっとこハム太郎 ナゾナゾQ 雲の上の?（ハテナ）城（ニンテンドーDS）

2005年12月1日に4,571円で発売。ジャンルはナゾナゾ（クイズアドベンチャー）。

#### マーベラスエンターテイメントより発売
- とっとこハム太郎は〜い! ハムちゃんずの ハムハムチャレンジ! あつまれは〜い!（ニンテンドーDS）

2007年3月15日に4,800円で発売。

### 電子知育玩具用ソフト

#### セガトイズより発売
- とっとこハム太郎 はる・なつ・あき・ふゆ とっとこなかよし! ハムちゃんず!（キッズコンピュータ・ピコ）

2001年12月に3,980円で発売。
- とっとこハム太郎 とっとこたのしく あいうえお 〜まぼろしの ひかるたねを みつけるのだっ!〜（キッズコンピュータ・ピコ）

2004年5月14日に3,980円で発売。

#### 小学館より発売
- とっとこハム太郎 おえかきいっぱい! ハムちゃんず!（キッズコンピュータ・ピコ）

4,980円で発売。

#### エポック社より発売
- とっとこハム太郎 テレビパソコン

2003年に発売。
- とっとこハム太郎  ハムハムおんがくぱらだいちゅ!（スーパーテレビパソコン）

2004年10月25日に3,980円で発売。

## アミューズメントマシン
アニメ版の世界を元にしている。

### セガより販売
- とっとこハム太郎 くれよんキッズ

2002年に発売。

### タイトーより販売
- あそんでゲッチュ とっとこハム太郎

2003年に発売。

### バンプレストより販売
- プチライド とっとこハム太郎

2003年に発売。

## 各種記録
- 書籍売り上げ
  - 890万部（77点、2002年12月時点）[4]
- ビデオ売り上げ
  - 202万本（2002年12月時点）[4]
- CD（コロムビア）の売り上げ
  - シングル20万枚（4枚計、2001年6月時点）[5]
  - アルバム15万枚（2001年6月時点）[5]
  - 合計35万枚（2001年6月時点）[5]
- ゲームソフト売り上げ
  - 「とっとこハム太郎」「とっとこハム太郎2」の合計で100万本[5]
  - 「とっとこハム太郎2〜ハムちゃんず大集合でちゅ〜」は、2001年のゲームソフト売り上げ年間13位[6]
  - 「とっとこハム太郎3〜ラブラブ大冒険でちゅ〜」は、2002年のゲームソフト売り上げ年間38位[7]
- キャラクター商品数
  - 5000品目（2002年12月時点）[4]
- キャラクター商品の売上額
  - 4500億円（2002年12月時点）[4]

## テレビ番組
- 日経スペシャル ガイアの夜明け 新世紀アニメビジネス（2002年11月10日、テレビ東京）[8]。